# اونگار-تو
اونگار-تو {{ازبکی|Ungar-Too) یک کوه در ازبکستان است که در Jalal-Abad Region, Kyrgyzstan واقع شده‌است. اونگار-تو ۱٬۹۵۶ متر بالاتر از سطح دریا واقع شده‌است.